# BRP Juan Magluyan
Le BRP Juan Magluyan (PC-392) est le vingtième patrouilleur côtier de la classe Jose Andrada de la marine philippine. Il fait partie du troisième lot de sa classe, commandé en 1995, et a été mis en service par la marine philippine en juillet 1998,. Il est actuellement affecté aux forces navales de l’Ouest à Puerto Princesa, province de Palawan.
Il a été financé à l’aide de crédits FMS par le gouvernement des États-Unis. Dans le cadre du troisième lot commandé pour la classe, il a été construit par le partenaire philippin du chantier naval Trinity-Equitable de la Nouvelle-Orléans, le chantier naval Atlantic Gulf & Pacific Co. basé à Batangas. Il semble également avoir des panneaux pare-balles sur les vitres de la timonerie.
Le navire a passé du temps en cale sèche au chantier naval Colorado à Cebu en 2005.

## Conception
En 1989, les Philippines ont passé une commande de 4 patrouilleurs rapides à Trinity-Equitable (anciennement Halter-Marine Equitable) pour 9,4 millions de dollars. Le premier des quatre navires, arrivé le 20 août 1990, a été nommé BRP Jose Andrada. Il a été nommé d’après Jose Andrada, qui était l’un des premiers officiers de la patrouille offshore du gouvernement du Commonwealth des Philippines. Les Philippines ont commandé un navire supplémentaire en avril 1990 et trois navires supplémentaires en août 1990. En mars 1993, onze autres navires ont été commandés. Au total, 22 navires ont été acquis par la marine philippine jusqu’en 1999.
Le navire a été construit selon les normes de la Garde côtière américaine avec une coque et une superstructure en aluminium. Il est propulsé par deux moteurs Diesel Detroit Diesel Corporation 16V-92TA d’une puissance combinée d’environ 2800 ch, entraînant deux hélices et donnant une vitesse maximale de 28 nœuds (52 km/h). L’autonomie maximale est de 1200 milles marins (2200 km) à 12 nœuds (22 km/h) ou de 600 milles marins (1100 km) à 24 nœuds (44 km/h).
Le navire était conçu à l’origine pour transporter un canon de proue Mk.3 de 40 mm, un mortier de 81 mm à l’arrière et quatre mitrailleuses de 12,7 × 99 mm OTAN (calibre .50),. Au lieu de cela, il est armé d’un chain gun M242 Bushmaster de 25 mm sur un affût Mk.38 Mod.0, de quatre mitrailleuses Browning M2HB de calibre 12,7 mm sur des affûts Mk.26, dont deux positionnées à l’avant et deux à l’arrière, et de deux mitrailleuses M60 de 7,62 × 51 mm OTAN (calibre .30), toutes deux montées au milieu du navire. Le navire peut transporter 4000 cartouches de 12,7 mm et 2000 cartouches de 7,62 mm. De grandes jumelles « Big Eyes » sont également transportées sur des supports trépied, l’un sur le gaillard d'avant et l’autre juste au-dessus du mât. Faisant partie du deuxième lot (PG-379 à PG-395), il est équipé d’un chain gun M242 Bushmaster Mk.38 Mod.0 de 25 mm que le premier lot de navires ne transporte pas,,.
Le patrouilleur est équipé d’un radar de recherche et de navigation de surface Raytheon AN/SPS-64(V)11, mais avec une antenne plus petite que celles utilisées sur les plus grands navires de la marine philippine,. Comme tous les autres navires de la marine philippine, il a été équipé du système de suivi des navires de la marine philippine (VTS) par le Naval Sea Systems Command.
Un bateau pneumatique semi-rigide de 4 mètres, propulsé par un moteur hors-bord de 40 ch, est rangé au milieu du navire.

## Historique
Lors de la création en 2005 de la Task Force Stingray, qui patrouille dans le détroit de Guimaras et la mer de Visayan pour protéger l’île de Boracay, le BRP Juan Magluyan était l’un des premiers navires inclus dans la force opérationnelle.
Le BRP Juan Magluyan, ainsi que d’autres navires de la marine philippine, ont rejoint le groupe expéditionnaire d’attaque de l’USS Essex (LHD-2) de la marine des États-Unis lors des exercices Balikatan 2008.
Le 28 septembre 2009, le BRP Juan Magluyan a secouru 20 pêcheurs et les a amenés de Balabac à Puerto Princesa, province de Palawan, pour des traitements médicaux supplémentaires.
En décembre 2018, des éléments conjoints de la 62e compagnie de Marines de la Force préparatoire des Marines philippins de la province de Sulu ont répondu aux rapports reçus de la Force opérationnelle interarmées Sulu sur des observations de bandits d’Abou Sayyaf dans la région. Le BRP Juan Magluyan et le BRP Waray (LC-288), qui servait de plate-forme de commandement et de contrôle, se sont également rendus sur le site de la rencontre, avec le peloton d’opérations spéciales 1 de l’équipe de débarquement du bataillon des Marines 1 en renfort. Tôt le matin du 13 décembre, les troupes des Marines ont neutralisé sept membres du groupe Abou Sayyaf lors d’un engagement sur l’île de Minis, dans la municipalité de Patikul, province de Sulu.
En mars 2021, le BRP Juan Magluyan a mené un exercice dans la mer de Sulu avec les navires HMAS Anzac et HMAS Sirius de la Royal Australian Navy. Les navires australiens ont mené un deuxième exercice de passage dans la même journée avec le BRP Emilio Jacinto (PS-35), le navire de tête des corvettes de classe Jacinto de la marine philippine. Les HMAS Anzac et Sirius avaient quitté l’Australie-Occidentale au début du mois de mars pour un déploiement de deux mois dans le nord-est de l’océan Indien et l’Asie du Sud-Est. Cette activité bilatérale avec les Philippines s’inscrivait dans le cadre de l’engagement des deux pays en faveur de la sécurité maritime régionale.
En août 2024, le BRP Juan Magluyan a fait l’objet de travaux de maintenance afin d’améliorer sa navigabilité. L’opération impliquait non seulement le remplacement et la réparation de divers composants du navire, mais aussi de l’équiper de lumières plus puissantes. Les feux de navigation sont un aspect fondamental de la sécurité maritime, car ils donnent de la visibilité au navire et aident à prévenir les collisions avec d’autres navires.
Après sa mise en cale sèche et autres réparations connexes chez Josefa Slipways Incorporated, à Navotas, le BRP Juan Magluayan a été déployé sous le commandement et le contrôle des forces navales de l’ouest de Mindanao (NFWM), renforçant ainsi les moyens de défense maritime dans le sud des Philippines. Il est arrivé le 19 décembre 2024 à la base navale Romulo Espaldon, qui abrite le quartier général de la NFWM à Calarian, dans la ville de Zamboanga,.